# 甘莅豪
甘莅豪（1977年10月—）是华东师范大学的教授和博士生导师。上海市浦江人才，他曾前往美国加州伯克利大学的语言学系作为访问学者参与了学术交流。甘莅豪提出了重要的学术理论，包括"生命修辞学"和"行为戏剧主义理论"。目前，他是国家社科重大课题"数字技术与新闻传播发展和知识范式变迁"项目负责人。他在华东师范大学开设了《论辩与说服》《话语分析》《舆论研究》等课程。甘莅豪还组织了“三友传播学术沙龙”活动，该沙龙是华东师范大学学报编辑部和传播学院共同主办的，以传播学为主的跨学科青年学者沙龙。
于2023年8月19日参与并在维基媒体国际会议上发表闪电演讲，演讲主题为“编辑博弈：合法维基百科数字空间中的知识性研究”。
学术成果
1.2022年出版学术专著《传播修辞学》：该书从媒介、政治和科学三个方面，运用修辞学理论进行传播学研究，系统揭示修辞学和传播学相结合的各种可能。
2.2023年出版学术专著《老子思想域外传播研究》：该书主要梳理《道德经》在西方世界、阿拉伯世界等国的翻译、出版和传播情况，探究老子思想在域外新闻报刊与网络媒体的传播样态以及老子文化网络趣缘群体在海外社交媒体上的形成和运作机制，揭示其传播特点与互动结构。分析知识网络空间中“老子”知识的生产及传播图景，思考老子思想域外传播的途径与方法。